# 弗里蒙特 (紐約州斯托本縣)
弗里蒙特（英語：Fremont）是一個位於美國紐約州斯托本縣的鎮。

## 人口
根據2020年美國人口普查的數據，弗里蒙特的面積為83.80平方千米，當中陸地面積為83.50平方千米，而水域面積為0.30平方千米。當地共有人口898人，而人口密度為每平方千米11人。